# Werkstoffdatenbank
Eine Werkstoffdatenbank ist eine umfassende Sammlung von Informationen über Werkstoffe, einschließlich ihrer mechanischen, thermischen, elektrischen und chemischen Eigenschaften. Diese Fachdatenbank enthält oft zusätzlich Informationen zu Herstellungsprozessen, Anwendungen, Normen und Standards sowie möglichen Einschränkungen oder Gefahren im Umgang mit den Materialien. Sie dient der Berechnung und Simulation und bietet die Möglichkeiten zur:
- Speicherung der aufwendig im Versuch gewonnenen Werkstoffkennwerte
- Bereitstellen von Kenndaten und Kennfunktionen Werkstoffauswahl, Berechnung und Dimensionierung zum Zwecke der Absicherung bzw. Reduzierung von kostenintensiven Versuchen.

Ein weiterer wichtiger Punkt ist die Sicherung der hohen Investitionen in die Materialforschung, was bedeutet, dass experimentelle Daten ordnungsgemäß aufbewahrt, leicht gefunden und schnell abgerufen werden müssen. Einen hohen Stellenwert nehmen dabei die Datenintegrität (-zuverlässigkeit), der laufende Zugriff auf aktualisierte Datenbestände unter kontinuierlicher Einbeziehung neuer und weiterentwickelter Werkstoffkonzepte zur Absicherung von Produktentwicklungsprozessen ein.

## Entwicklung
Anfänglich waren Fachbücher, Werkstofflieferanten und Experten oft die einzigen Informationsquellen. Die Möglichkeiten, auf Informationen für Werkstoffe zugreifen zu können und eine Überprüfung der Übereinstimmung von Anforderungs- und Eigenschaftsprofil durchzuführen, wurden in den letzten Jahren durch den Einsatz von Rechnersystemen und des World Wide Web (WWW) deutlich verbessert. Die Entwicklung von Werkstoffdatenbanken begann in den 1980er Jahren, wobei CODATA, ASTM E49 und die British Standards, d. h. BSI AMT4/-/6, eine führende Rolle bei der Normung spielten.

## Inhalt
Eine Werkstoffdatenbank fügt sich im Idealfall in die Informationsphilosophie eines Unternehmens ein (z. B. Wissensmanagementsystem der Werkstofftechnik) und unterstützt den Fertiger, Konstrukteur, Berechner, Normer und Einkäufer in seinen Entscheidungen mittels der Profile „Werkstoffinformation“ und „Werkstoffauswahl“. Dafür muss die Datenbank mit einer Fülle an spezifischen Informationen aktuell gehalten und aufbereitet werden. Um differenzierten Anforderungen – wie etwa als Input für eine FE-Berechnung – genügen zu können, benötigen Werkstoffdatenbanken eine vorausgehende Aufbereitung der angelieferten Daten sowie weitere Aufbereitung, um eine Visualisierung zu ermöglichen (Parametrierung, Skalierung usw.), und schließlich die Bereitstellung der Werkstoffdaten über APIs und Schnittstellen.
Hauptkomplexe sind:
- weltweiter Werkstoffvergleich
- mechanische Eigenschaften (auch temperaturabhängig)
- physikalische Eigenschaften (auch temperaturabhängig),
- technologisches Verhalten (z. B. Fügen, Umformen),
- anwendungsspezifisches Verhalten (z. B. Korrosion),
- chemische Zusammensetzung, Werkstoffbeschreibung, Wärmebehandlung sowie
- Hersteller, Händler/Sortimente, Handelsnamen

## Datenbanken
- Inorganic Crystal Structure Database – autoritative Datenbank für Kristallstrukturdaten anorganischer Verbindungen.
- Crystallography Open Database – Frei zugängliche Sammlung von Kristallstrukturen von organischen, anorganischen und metallorganischen Verbindungen und Mineralien.
- Open Materials Database – frei zugängliche Datenbank mit Informationen über die Eigenschaften von Materialien.